# カウボーイビバップ
『カウボーイビバップ』（Cowboy Bebop）は、サンライズ制作の日本のSFアニメ作品。テレビ東京系などで1998年（平成10年）4月から同年6月にかけて全26話中の一部（後述）が放送され、その後WOWOWで同年10月から1999年（平成11年）4月にかけて全26話が放送された。また、2001年（平成13年）9月には劇場作品『カウボーイビバップ 天国の扉』が公開された。
1998年（平成10年）11月開催の第3回アニメーション神戸で作品賞・テレビ部門を受賞。2000年（平成12年）の日本SF大会で第31回星雲賞メディア部門を受賞。

## 概要
2071年の火星を中心とした太陽系を舞台に、おんぼろ宇宙船「ビバップ号」に乗って旅する賞金稼ぎのスパイク・スピーゲルら乗組員の活躍を描くスペース・ウェスタンアニメ作品である。粋な台詞回しやクールな映像、痛快なメカアクションやガンアクションなどが特徴。本筋はハードボイルドタッチだが、話数によってテイストが異なり、サスペンスやホラー、ドタバタコメディ、サイバーパンクなど振り幅が大きい。『ビバップ』というタイトルどおりジャズを始め、ブルース、ロック、テクノなど多彩なジャンルの音楽をBGMとして使用し、その独特の世界観と相まって既存のSF作品になかった特異なスタイルを築きあげた。
監督の渡辺信一郎いわく「それまでやりたくてもやれなかったことを全部ぶち込んで作った」作品であり、「毎回20分の映画を作っているつもりでした」と語っている。放送当時は『ルパン三世』に類似するという声が多かったが、渡辺によればむしろ（次回予告ナレーションを含めて）松田優作主演のテレビドラマ『探偵物語』に近いという。
また本作の特徴の一つに、その世界設定から登場人物のデザインに人種的特徴がよく表れている点が挙げられる。キャラクターデザインを担当した川元利浩によれば、これは渡辺監督から許可が出たためとのことである。
国際的な評価も高く（詳しくは#欧米での反応を参照）、北米ではいくつか実写化企画も立ち上がっている（詳しくは#実写映画企画を参照）。

## 企画・制作
制作を担当したのはサンライズ第2スタジオ。中心スタッフは渡辺や南雅彦プロデューサーが以前関わった『機動戦士ガンダム0083 STARDUST MEMORY』『機動武闘伝Gガンダム』『マクロスプラス』『天空のエスカフローネ』の人脈が集められた。南らはテレビシリーズ制作後にサンライズから独立してボンズを設立し、劇場版はボンズが制作を担当した。
サンライズは元々、玩具の商品化を前提にしたオリジナルのロボットアニメを数多く製作しているスタジオであるが、本作も『スター・ウォーズシリーズ』の新3部作公開による人気再燃で宇宙船ブームが来ると見たバンダイホビー事業部から「宇宙船のプラモデル展開ができるアニメ」というオファーが届いたことが企画の発端になった。渡辺は南から「何か企画はないか」と聞かれ、アメリカのバウンティハンター稼業をヒントに、近未来の宇宙を舞台とする無国籍アクションものをその場で思いついた。コンセプトはスペースオペラならぬ「スペースジャズ」で、企画タイトルは「流れ星ビバップ!」（次いで「シューティングスター・ビバップ」）。
しかし独特の作風に周囲の反応は悪く、サンライズが同時に進めていた別の企画と一緒にさせられそうにもなった。スポンサーが「これじゃ宇宙船売れないから」と降りてしまい危うく没になりかけたが、バンダイビジュアルの協力で放送にこぎつけた。サントラを発売するレコード会社には「ジャズなんて日本で何枚売れてると思います?」と反対され（菅野も最初は「ジャズなんて絶対に売れないよ」と思ったという）、放送前に第1話を観た関係者の声は「渋すぎる。売れないよ、これ」だった。
玩具のロイヤリティ収入が見込めない分、音楽CDと映像パッケージによる投資回収計画が緻密に練られた。結果的にはソフト関連がヒットし、本作は「ビデオと音楽CDのセールスでガンダムシリーズに匹敵する実績を上げた」とサンライズは述べている。南によると制作費がかなりかかった作品であり、社長に「南、お前は会社を潰す気かっ」と言われるほどだったという。ただし「『08』ほどはかかっていないです」と述べている。

## 音楽
オープニング・エンディング曲と作中のBGMは一部を除いて全て菅野よう子が作曲しており、菅野ら国内外の音楽家が参加した「シートベルツ (THE SEATBELTS) 」が演奏した。エンディング曲以外にも、ボーカル曲が多用されている。
サントラ第一弾は第13回日本ゴールドディスク大賞「アニメーション・アルバム・オブ・ザ・イヤー」を受賞した。
また、1999年（平成11年）8月16日に渋谷ON AIR EAST、2001年（平成13年）8月10日にはSHIBUYA-AXでシートベルツのライブが開催され、どちらもチケットが即日完売した。
主題歌のTank!は、2016年のカナダフィギュアスケート選手権において、カナダの男子シングル選手ケヴィン・レイノルズのショートプログラムに使用された（衣装はスパイク・スピーゲル）。

## テレビ放送
本作は地上波放送枠がなかなか決まらず、オンエアに至るまでには2年近くを要したが、テレビ東京系列で放送予定だったある作品の制作が間に合わなかったため、急遽1クールもの（13話）として全26話中12話（#2、#3、#7 - 15、#18）+総集編というイレギュラーな形で放送されることになった。テレビ東京自身は制作にあまり関与していないため、担当者は深夜アニメと同じ「番組担当」とクレジットされた。
各話冒頭のサブタイトル画面では「Session #○○」という本来の話数のほかに、「第〇回」という地上波放送の話数が追加表示された。一話完結スタイルなので連続ストーリーものよりも混乱は少ないが、地上波放送一回目は本来の第2話 (Session #2) から始まるので、冒頭に世界観の説明テロップが流された。
地上波放送版では自主規制が行われ、暴力表現および性的表現、光の明滅が修正・カットされている。これは、製作開始時から放送までの間に神戸連続児童殺傷事件や栃木女性教師刺殺事件といった未成年による凶悪事件が起きたことや、「ポケモンショック」によってテレビ東京の規制が強まったためである。最終回である総集編「よせあつめブルース」は、これらの規制・カットに対する抗議をメインキャラクター達の独白という形で吐露したもので、通常の総集編とは異なり、物語自体にはほとんど言及していない。エンディングは「THIS IS NOT THE END. YOU WILL SEE THE REAL "COWBOY BEBOP" SOMEDAY!（これが終わりじゃない。いつか本当の「カウボーイビバップ」を目にするだろう!）」という挑発的なメッセージで締めくくられている。この回はその後の再放送から除外され、DVDなど映像ソフトへの収録も行われていない。
テレビ東京での放送終了から4か月後には、1998年10月から1999年3月にかけてWOWOWのノンスクランブル枠（無料放送）で全26話が放送されたため、テレビ東京系を視聴できなかった地域でも視聴が実現した。

## 欧米での反応
アメリカではビデオとDVDが先行発売され、2001年9月1日からアニメ専門局カートゥーンネットワークのアダルトスイム枠で全米放送（TV-14：14歳以上限定）され人気を博した。ただしこの放送では血糊、女性の裸体描写などが修正されている他、放送コードの関係や同時多発テロ事件の影響から、初回のみ#6（コロンバイン高校銃乱射事件を連想させるため）、#8（ハイジャック）、#22（ビル爆破）は放送されていない（直後の再放送では放映）。

## ストーリー
時は2071年。宇宙開拓時代を迎えた人類は太陽系内に生活圏を広げており、悪化する治安への対策として、指名手配犯を捕まえる賞金稼ぎ、いわゆる「カウボーイ」たちが活躍している。カウボーイ稼業を営むスパイク・スピーゲルと相棒のジェット・ブラックは、古い漁船を改造したオンボロ宇宙船「ビバップ号」に乗り込んで宇宙を駆け巡っている。大物の賞金首を捕まえることもある一方、その荒っぽいやり方に巻き込んだ一般市民からの損害賠償請求も多い彼らに金銭的余裕はない。
そんなビパップ号に奔放な美女フェイ・ヴァレンタイン、天才ハッカーのエド、犬のアインが転がり込む。おのおの何かしらの事情を抱えながらも、一同はビパップ号で緩やかな絆を育み、行く先々で様々な騒動に巻き込まれる。

## 世界観
2022年、月での位相差空間ゲートの実験中に大事故が発生する。事故の結果、月の表面が大きくえぐられ、地球上にはその破片が大量に降り注ぎ壊滅的な被害をもたらした。この事態により地球は死の星と化し、人類は外惑星へ移民せざるを得なくなり、皮肉な形で長年の夢であった宇宙時代を迎えることになる。人類の生活圏は急激に拡大することになったものの、ゲート事故以来約20年にも及ぶ無政府状態は深刻な治安の悪化を招いてしまった。そのような状況に対して、警察にも手に負えないほどの多量の犯罪を取り締まるため、アメリカ西部開拓時代に倣って「犯罪者に賞金を掛け、その摘発を一般から公募する」というカウボーイ（賞金稼ぎ）制度が制定されることとなる。
ゲート事故により国家はなし崩し的に崩壊し、人類は人種も民族も混ざり合いながら宇宙へ進出し、2071年の世界では土星圏までに進出、かつてない繁栄の時代を迎えている。火星や金星、タイタンなど人が居住可能な星では大規模なテラフォーミングが行われて地表に地球上と変わらない都市が作られ、そこで普通の生活を営んでいる。一方、ゲート事故によって甚大な被害を受けた地球ではその後も月の破片が隕石となり日常的に降り注いでいるため、人類は地下での生活を余儀なくされている。
位相差空間ゲートによる宇宙航海、ナノマシン、サイバネティックスなどの技術が実用化され、汎太陽系コンピュータ通信ネットワークも運用されてはいるものの、急速な社会の拡大が発達のアンバランスを生んでいる。そのため、宇宙トラッカーたちは自分のトラクターの運転席に相変わらず様々なガラクタを飾り付けており（お守り、ダルマなど）、街角では辻占いが街を歩く人々に声をかけ、バーでは紹興酒・老酒が飲まれているという、どこか懐かしさを感じさせるローテクな20世紀末から21世紀初頭の雰囲気と高度な未来社会が共存する世界となっている。各惑星で民族や人種が混交しながら生活を送っているといっても、各々にコミュニティーを形成して生活を営んでおり、各惑星は中国語・英語・アラビア語などの看板・標識が乱立して街を埋め尽くすように立っている。民族同士の反目・対立も無くなってはおらず、エスニック・グループによる犯罪組織も存在し、各民族社会に深く根を張っている。「レッド・ドラゴン」のような大組織ともなると、火星の大都市に代紋入りの巨大ビルを堂々と建てている。

## 登場人物

### ビバップ号クルー
スパイク・スピーゲル (Spike Spiegel)
声 - 山寺宏一
火星生まれの27歳。
本作の主人公。もじゃもじゃ頭で長身痩躯。かつて事故で負った傷のため右目には義眼を嵌めている。ジークンドーの達人で、ブルース・リーを師と仰ぐ。ジェリコ941改を愛用し、レース用に開発された機体を改造した高速戦闘機「ソードフィッシュII」を操る。
普段の性格はニヒルで常に気怠い態度を取っているが、有事の際にはハプニングを楽しみ、危険を愛し、どんな窮地に陥っても軽口を叩く。困難な事を自分の流儀で成し遂げるのを好み、何事も自らの美意識に照らし合わせて行動する。凄腕のカウボーイであるが、賞金首を捕らえる際に蹴ったり殴ったりするなど乱暴であるため、賞金首の間では捕まりたくない賞金稼ぎの筆頭に上げられている。その際に発生した器物破損や怪我人への補償で賞金全額がパーになることも。
かつて、チャイニーズ・マフィア組織「レッドドラゴン」に属していたが、ある事情で組織から脱走。公には死んだ事になっており、その過去の多くは謎に包まれている。
ジェット・ブラック (Jet Black)
声 - 石塚運昇
ガニメデ生まれの36歳。
スパイクの相棒。スパイクとは対照的な筋骨隆々の巨漢で、顎鬚禿頭。左腕は義手。その強面から一度賞金稼ぎではなく、賞金首と間違われた事がある。その見かけによらず性格は几帳面である一方で優柔不断な面も持つ。几帳面な性格と外見のため、しばしば年齢以上に老けて見られることを少し気にしている。料理を得意とし、盆栽という趣味を持つ。ワルサーP99（9mmモデル）を愛用し、小型宇宙漁船のキャッチャーボートを改造した高出力牽引機「ハンマーヘッド」を所有している。
以前は警察組織「I.S.S.P.」に所属しており、喰らい付いたら離さない「ブラックドッグ」の異名を持つほどの凄腕刑事であったが、ある事件を契機に退職。その際のトラブルで左腕が義腕となった。左腕の生体再生も可能ではあるものの、そのままにしている。
現在は、惑星間漁船を改造した「ビバップ」号の船長として日々賞金首を探している。
フェイ・ヴァレンタイン (Faye Valentine)
声 - 林原めぐみ
地球生まれの23歳（実年齢77歳）。
元イカサマ師で賞金首（スパイクとの接触時はカジノのディーラー）の女。第3話でビバップ号と関わり、なし崩し的に賞金稼ぎとしてスパイクたちと付かず離れずの関係を持つようになった。
黙っていればかなりの美貌とスタイルを持つ美人。しかし性格は極めて享楽的で、金に非常に強い執着心を持つギャンブル好きの浪費家。特技はイカサマ博打だが、荒事に関してもかなりの物で、相当の修羅場を踏んでいるため性格もスレている。一時的に600万の賞金がかけられたことも。愛用する銃はグロック30 (.45ACP) 。2本のガンアームを持つ重火器搭載型垂直離着陸機「レッドテイル」を所有している。
「ヴァレンタイン」という姓は解凍処置に立ち会った医師が自分の好きな歌から付けたもので本姓ではない。長い間眠っていた後遺症か目覚めた際には自分に関する記憶をすべて失っており、身内や知り合いの手掛かりすら無かった。さらに約50年分の莫大な治療費を借金という形で背負わされ、未来の世界にたった一人で放り出されることとなった。そのため自らの過去を探すことを目標にし、物語終盤でついに探り当てることに成功したが、判明したのは残酷な現実であった。
生まれたのは人類がまだ地球を出る以前の時代。当時はシンガポールに在住しており、両親はもちろん使用人なども沢山いる豪邸を持ち、優雅に暮らす相当なお嬢様だった模様。さらに友人も多く、現在の姿からは似ても似つかない明朗で活発な少女であった。しかし、衛星軌道上での遊覧船事故により致命的な怪我を負い、その当時の医療技術では治療することが出来なかった為、本人の意思とは無関係に人体冷凍保存処置を施され、治療可能な時代まで生き延びるようにされていた。その後、2022年の月ゲート爆発事故による地上の大災害で個人情報も消失し、家も没落（屋敷も地面に「建設物の跡」を残して一切無くなっている描写があり、恐らく両親共々全て「巻き込まれた」可能性が高い）。結局、彼女の戻る場所は一切無く、ビバップ号に大きな落胆を抱えながら戻るしかなかった。最終話でスパイクの背中を見送った後の顛末は描かれていない。
エドワード・ウォン・ハウ・ペペル・チブルスキー4世 (Edward Wong Hau Pepelu Tivrusky IV)
声 - 多田葵
地球生まれの13歳。実父であるアップルデリーに「フランソワーズ」と呼ばれるが、本名であるかは不明。
通称エド。フルネームは自分で適当に付けたものであり、男性名だが性別は女。いつもTシャツにスパッツを履き、コンピュータディスプレイを兼ねたゴーグルがトレードマーク。外見は中性的な無邪気な子供だが、「ラディカルエドワード」の異名を持つ天才的なハッカーであり、ネットダイバーとしてネットで賞金首に関連した情報を集めるのは主に彼女の仕事。いつもフニャフニャしており何を考えているのか掴み所が無いが、その直観力や洞察力はハッキング同様に天才めいたものがあり、ビバップの面々が頭を抱える難問を解き明かすこともある。
ビバップ号に住み着き、トマト箱を筐体にしたコンピュータ端末を愛用している。
素行、言動ともに全く少女らしいところが無いが、たった一度、Session#17において少女のような悲鳴をあげたことがある。
アイン (Ein)
声 - 音声合成、山寺宏一（19話予告）
推定2歳。
ビバップ号に拾われたウェルシュ・コーギー・ペンブローク。ある研究機関によって育てられた「データ犬」と呼ばれる特殊な犬で、知能が非常に高く、情報処理能力は人間のそれを遥かに上回る。
まともなクルーのいないビバップ号において自身は「まともな方だ」と思っている様子で、ビバップ号内の状況を享受し、犬としての生活を満喫している。エドと一番気が合い、よく連れ立って歩き回っている。自分の世話をしないスパイクを格下と認知し喧嘩もする。
「データ犬」はマニアの中では金銭的にも相当な価値があるが、他のクルーらはアインがその「データ犬」であることに気づかなかった。ハッキング絡みでエドだけはアインの能力の一部を知る機会があったものの作中ではそれ以上言及すること無く遊び友だちとして変わらず接している。次回予告で一度だけ喋ったことがある。
Session#24にてエドに付いて行き、ビバップ号から下船した。

### レッドドラゴン関係者
ビシャス（Vicious）
声 - 若本規夫
チャイニーズ・マフィア「レッドドラゴン」の幹部。27歳。全身黒ずくめのコートに銀髪という身なりをした長身大柄の男。自分の背ほどの日本刀を使いこなす。刃物が好きで、軍人としてタイタン戦線に参加した際もサバイバルナイフを常に携帯していた。大きな黒い鳥を手懐け、行動を共にすることが多い。
レッドドラゴンに属していた頃のスパイクとは盟友であり相棒だったが、3年前にジュリアとの三角関係が絡み、因縁浅からぬ関係となる。スパイクと自分に共通していたはずの「別の血を求め、彷徨う獣の血」を流し尽くしたと発言する現在のスパイクに殺意を抱く。
「牙を無くした獣」として自分と意の異なるマオ・イェンライを平然と手にかけるなど、戦いの中でしか生きていけないほどの好戦的かつ冷酷非道な性格。組織内でも武闘派を通し、その徹底したポリシーから仲間や恩人であろうと邪魔になればさっさと切り捨てる。危険な雰囲気を漂わせているが、部下思いな面もあり、彼に心酔する部下も少なくない。
ジュリア (Julia)
声 - 高島雅羅
スパイクの過去を知る美女。推定27歳。物語のキーパーソン。
元はビシャスの恋人だったが、3年前の事件でスパイクを助けた事から、彼と愛し合う関係となった経緯がある。長い金髪に碧眼。フェイ曰く「綺麗で危なくてほっとけない普通の女」「悪魔みたいな天使か、天使みたいな悪魔かも」
行方や素性は全て謎に包まれており、当初はスパイクの回想や、スパイク及び彼女の関係者の弁で度々存在が語られる。
リン (Lin)
声 - 緑川光
Session#12・#13に登場するビシャスの側近。昔スパイクが弟のように可愛がっていた。レッドアイの取引の際にビシャスを守るため、グレンの弾丸に倒れる。双子のシンがいる。年齢は24歳。
シン (Shin)
声 - 檜山修之
Session#25・#26に登場するリンの双子の兄弟。瓜二つだが髪形がリンより長い。ビシャスの起こしたクーデターの後始末としてスパイク暗殺を命じられるが、スパイクを援護し、奇襲を守る。その後単独でアジトを襲ったスパイクの前に再び現れ、最上階まで援護するが、流れ弾を受けスパイクに「本当は貴方に戻って欲しかった」と告げ死亡する。

### メディア関係者
パンチ、ジュディ (Punch and Judy)
声 - 垂木勉（パンチ）、長沢美樹（ジュディ）
準レギュラーとして登場。作品内の賞金首紹介TV番組「BIG SHOT」司会者。軽快なテーマミュージックと共に本物のカウボーイの扮装で現れて、賞金首の情報を紹介する。低視聴率番組だったらしく、Session#23で番組は打ち切りになった。番組終了後、パンチは親族間で行き場のない母を引き取って一緒に暮らすことになり、ジュディは結婚したと見られている (Session#25) 。

### その他の関係者
アントニオ、カルロス、ジョビン (Antonio, Carlos and Jobim)
声 - 平尾仁彰（アントニオ）、中嶋聡彦（カルロス）、中博史（ジョビン）
準レギュラーとして登場。シリーズ中、たびたび登場する仲良し爺さん3人組。なぜかスパイクたちが行く先々に毎回偶然に現れ、劇場版にも登場する。怒りっぽい性格と、突っ込み役、ボケ役とそれぞれ役割分担がなされている。
ラフィング・ブル (Laughing Bull)
声 - 小山武宏
準レギュラーとして登場。スパイクが時折話を聞きに行くティピーに住むネイティブアメリカンの占い師。予言のような謎めいたセリフが多い。
ボブ（Bob）
声 - 仲野裕
準レギュラーとして登場。ガニメデ警察の警官で、ジェットの元同僚。ジェット及びビバップ号の情報源となる。

### 各話の登場人物
アシモフ・ソーレンサン (Asimov Solensan)
声 - 西凛太朗
Session#1に登場。犯罪組織の元構成員で、非合法目薬「レッドアイ」を大量に奪い逃走していた賞金首。売り捌こうとする過程で品質を証明するために、また追っ手から逃れるためにレッドアイを使用しており、薬の副作用で肉体にはすでに相当な負荷がかかっていた。賞金は250万ウーロン。
カテリーナ (Katerina)
声 - 日野由利加
Session#1に登場するアシモフの恋人。褐色の肌と良いスタイルを持つ、かなりの美女。服の上からでもはっきり分かるほど大きなお腹を抱えているが、必要とあらば荒事もこなす。妊婦のような振る舞いをしていたが、実はその中に大量の「レッドアイ」を隠し持っていた。
火星でアシモフと平穏に暮らすことを望んでいた。警官に追われアシモフとともに飛空艇で逃亡を図るが、逃げ切れないことを悟り心中した。
アブドゥル・ハキム (Abdul Hakim)
声 - 大友龍三郎
Session#2に登場。スパイクとジェットが追っていたペット専門の窃盗犯。研究対象であったデータ犬であるアインを盗み、換金しようとしていた。細身だが2メートルもある長身で、整形手術で顔を変えている。また、拳法の腕はかなりのものらしく、スパイクと互角にわたりあうほど。賞金は800万ウーロン。モデルは元NBA選手のカリーム・アブドゥル・ジャバー。
ゴードン (Gordon)
声 - 小川真司
Session#3に登場。フェイがディーラーをしていたカジノのオーナー。機密情報が収められたマイクロチップの裏取引にフェイを利用した。
トゥインクル・マリア・マードック (“Twinkle” Maria Murdock)
声 - 有田麻里
Session#4に登場。環境保護団体「スペース・ウォーリアーズ」の現代表で、数人の部下を引き連れている。彼女が代表となってからはほとんどテロリストと変わらない過激な活動方針を取っており、武力行使も辞さない。
切り札として人間を猿にまで退化させるウイルス『モンキービジネス』を開発、培養して大量に所持している。このため、僅かな人数の団体でありながら決して軽視できない脅威となっている。
ガニメデに生息する水生哺乳類「ウミネズミ」の保護活動に対しては特に熱心に行っており、その漁猟を容認していたガニメデ政府を脅迫する。賞金は2,500万ウーロン。
マオ・イェンライ (Mao Yenrai)
声 - 伊藤和晃
Session#5に登場するレッドドラゴンの幹部で、スパイクとビシャスの恩人。組織内の穏健派であり、敵対組織と和平を纏めかけるなど敏腕な外交手段を持っていたが、武闘派であったビシャス一派にその和平を台無しにされた上、襲撃を受け死亡する。賞金は2,800万ウーロン。
アニー (Anastasia aka Annie)
声 - 一城みゆ希
Session#5・#26に登場するマオ・イェンライの親友で、スパイクとジュリアの昔馴染み。本名はアナスタシア。夫はすでに亡くなっている。
一見しがない雑貨屋の経営者だが、マフィアの親友ということもあってか、実はそれなりの武器弾薬を店の奥の冷蔵庫内に隠し持っている。最後までスパイクとジュリアのことを案じていた。
ウェン (Wen)
声 - 冬馬由美
Session#6に登場するゼブラとともに行動しているブルース・ハーピストの少年。2022年の位相差空間ゲート爆発事故で両親を亡くし、その事故の影響で不老不死の肉体となる。スパイクとの銃撃戦の末、彼の撃った特殊な銃弾で不老不死が解かれ急激に老化、切望していた死を迎える。
ゼブラ (Zebra)
Session#6に登場するウェンの父親（としてウェンに利用されていた）。国防有志軍のトップであったが、ジラフの裏切りを受け、行方不明となっていた。
ジラフ (Giraffe)
声 - 仲木隆司
Session#6に登場。ゼブラと同じく国防有志軍のトップであったが、ゼブラを裏切っていた。ゼブラが生存していたこと、またウェンに操られていることを知りゼブラを追っていた。賞金は300万ウーロン。
ファッティー・リバー (Fatty River)
声 - 郷里大輔
Session#6に登場するジェットの友人で、賞金が懸けられていたジラフを追っていた賞金稼ぎ。大の甘党。
V.T.（ブイティー） (Victoria Terpsichore)
声 - 片岡富枝
Session#7に登場するヘヴィメタルを好む女宇宙トラッカーで通り名は「ヘヴィメタル・クィーン」。気風のよい性格で、見事自分のフルネームを言い当てた者に賞金を出すという賭け事が、彼女の知人の間で恒例のゲームとなっていた。本名はヴィクトリア・テルプシコレ。ゼロスという猫を飼っている。
夫はモグリでなければ誰でも知っている伝説の賞金稼ぎウラル・テルプシコレ（すでに故人）。このウラルを題材にした小説がかつて公式サイト上で連載されていたが、未完に終わった（後述）。
デッカー (Decker)
Session#7でスパイクたちが狙う賞金首。左の二の腕に入れた竜の入れ墨が特徴で、フェイ曰く「ハゲでチビでメガネ」。爆発物のプロで、強力な爆薬「ソリッドニトロ」を満載した宇宙トラックで逃走。賞金は1,500万ウーロン。
ロコ・ボナーロ (Rocco Bonnaro)
声 - 中尾隆聖
Session#8に登場。窃盗団の一味であったが、ステラの盲目を治療するべく組織が盗んだ金星病の特効薬「グレイアッシュ」を奪い、組織から脱走する。ハイジャック犯を撃退したスパイクの武術の腕を見込んで彼に押しかける形で（一時的ではあるが）師弟関係を結んでいた。窃盗団とスパイクたちの銃撃戦の中、命を落とす。
ステラ・ボナーロ (Stella Bonnaro)
声 - 坂本真綾
Session#8に登場するロコの妹。金星のテラフォーミングに使用された浮遊植物が原因の金星病と呼ばれるアレルギー症状のため視力を失っている。ロコを訪ねてきたスパイクと打ち解ける。本人曰く、目が見えない分その他の感覚が優れており、他者の心情の変化を敏感に感じ取る。
ピカロ・カルヴィーノ (Piccaro Calvino)
声 - 島香裕
Session#8に登場する窃盗団の親玉。「グレイアッシュ」を盗んだものの、ロコに奪われてしまう。
んぴゅー (MPU)
声 - 中田譲治
Session#9に登場するD135人工衛星に搭載された衛星制御プログラム。位相差空間ゲート爆発事故以前の旧時代の人工知能を搭載した軍事衛星。静止軌道上からレーザー兵器を使って旧南米地区にナスカの地上絵を再現して、騒動を起こしていた。元々名前は存在しなかったが、エドが勝手に（コンピューターから）命名した。なお、騒動を収めるも人工知能は賞金支払いの対象外とのことで、スパイクたちはただ働きとなった。
ユーリ・ケラーマン (Yuuri Kellerman)
声 - 龍田直樹
Session#9に登場する妖しい超常現象研究家。ニュース番組で旧南米地区での地上絵騒動を解説した。何事も宇宙人の仕業と政府の陰謀と決めつける極端な陰謀論の持ち主。
アリサ (Alisa)
声 - 土井美加
Session#10に登場するジェットの元恋人で、ガニメデでバーを経営していた。リントと交際しており、ともに新しい水上都市へ逃亡・移住しようとしていた。
リント・セロニアス (Rhint Celonias)
声 - 山口勝平
Session#10に登場するアリサの恋人。アリサが金を借りていた金融ブローカーのローレンツとの諍いでローレンツを誤って射殺してしまい、賞金首としてジェットに追われることとなる。
グレンシア・マルス・エリヤ・郭・エッケナー (Grencia Mars Elijah Guo Eckener)
声 - 堀内賢雄
Session#12・#13に登場。愛称はグレン。木星カリストにあるバーのサックス奏者。ビシャスとは元戦友。ビシャスの裏切りにより軍事刑務所に投獄されていた。ビシャスの真意を知るため刑務所を脱獄、点眼麻薬の取引を通してビシャスとの接触を試みるが、「返事」はアタッシュケース一杯の爆薬だった。
長髪の美男子だが薬物尋問の副作用で身体は一部女性化している。そのためかあるいは元々か、フェイ以上に「女々しい」同性愛嗜好を持っている。逃亡中のジュリアとも遭遇していた。彼の死への鎮魂歌も兼ねて『#13』のEDは特別仕様となっている。
ジュリアス (Julius)
声 - 岩崎ひろし
Session#12に登場する、ジュリアそっくりの後ろ姿をしたオカマの男娼。スパイクは好みのタイプだという。
チェスマスター・ヘックス (Chessmaster Hex)
声 - 渡部猛
Session#14に登場。推定98歳。若かりし頃には天才プログラマーとして謳われ、チェスの世界でも数十年に渡り王座に君臨していた老人。位相差空間ゲートの中枢制御プログラムの開発者であったが、その安全性に疑問があることを会社に提言したところ、開発チームから追放された。追放から50年経った後に起きるように「位相差空間ゲートへのハッキング事件」を計画するが、ヘックス自身は100歳間近による健忘症のため計画自体を忘れていた。
ジョナサン (Jonathan)
声 - 岸野幸正
Session#14に登場する賞金稼ぎ。ジェットとは顔見知り。「位相差空間ゲートへのハッキング事件」で全財産を奪われ、ジェットを利用してチェスマスター・ヘックスを狙う。健忘症となったヘックスに絶望し、そのまま彼のいるコロニー残骸群に定住するようになる。
ウィットニー・ハガス・マツモト (Whitney Hagas Matsumoto)
声 - 大塚明夫
Session#15に登場する結婚詐欺師。弁護士と騙り、コールドスリープから目覚めたフェイの身辺の世話を行い、彼女に自分の借金を押しつける形で失踪。再会時には肥満化手術を受けて別人になりすましていたが、顔の整形はしていなかった上にすでに体に刻み込まれていたIDの入れ墨で簡単にばれてしまった。賞金は（格安の）19,800ウーロン。モデルは俳優のジョージ・クルーニー。
ドクター・バッカス (Dr. Baccus)
声 - 富田耕生
Session#15に登場する、フェイのコールドスリープ解凍にかかわった医者。フェイの姓（ヴァレンタイン）を名付けた人物。甥のウィットニーと共謀して詐欺を行っていた。マンリー（声：鈴鹿千春）という助手がいる。
ウダイ・タクシム (Udai Taxim)
声 - 廣田行生
Session#16に登場する元殺し屋の死刑囚。ジェットが左腕を失くす事件の元凶となった人物とされていた。ディグを倒して他の囚人を従えるが、ファドに殺害される。
ファド (Fad)
声 - 広瀬正志
Session#16に登場するI.S.S.P.の刑事で、ジェットの元相棒。ジェットの左腕を撃って奪った張本人。
タルカン、ディグ、ネロ、エルロイ
声 - 大家仁志（タルカン）、島香裕（ディグ）、鈴木英一郎（ネロ）、佐々木敏（エルロイ）
Session#16に登場。ウダイと共に護送された死刑囚。冥王星行きの囚人輸送船の故障を利用して警官を殺害し、輸送船を乗っ取った。なお、ネロは元警官。ジェットとウダイとの抗争に巻き込まれて全員死亡。
ドミノ・ウォーカー (Domino Walker)
声 - 玄田哲章
Session#17に登場。麻薬（違法キノコ）の栽培・売買を生業としていた賞金首。賞金は50万ウーロン。エドとアイン＋その他にさんざん追い回され、イオの荒野を逃げ回る破目になる。
シャフト (Shaft)
声 - 大塚芳忠
Session#17に登場。違法キノコを食し、笑って笑って腸捻転で死んだ兄の恨みを晴らすべく、ドミノ・ウォーカーを追う男。始末した後のドミノを入れるため、いつも棺桶を引きずって歩いているが、当のドミノの眼前でその棺桶は通りすがりの車に破壊されてしまった。モデルは映画『黒いジャガー』の主人公。
コフィ (Coffee)
声 - 田中敦子
Session#17に登場するセクシーなアフロ頭の女賞金稼ぎ。ドミノを狙うがエドに振り回される。モデルは映画『コフィー』の主人公。
ビデオマニア
声 - 千葉繁
Session#18に登場する20世紀映像オタク。特に20世紀のドラマに目がない。VHSやベータマックスについて、実にマニアックなうんちくを熱く語ってスパイクたちを閉口させた。
ドゥーハン (Doohan)
声 - 青野武
Session#19に登場。スパイクの愛機「ソード・フィッシュII」の元持ち主で、職人肌の頑固なメカニック。ゲート事故以前のアメリカの遺物「スペースシャトル」（現実では事故で失われたコロンビア号）の再生に心血を注ぐ。
マイルズ (Miles)
声 - 塩屋翼
Session#19に登場するドゥーハンの助手でやたらとおしゃべりな若者。プロ野球チーム「ブルーソックス」の大ファン。
ジョージ、ハーマン、ルース (George, Herman and Ruth)
声 - 長嶝高士（ジョージ）、三木眞一郎（ハーマン）、石井康嗣（ルース）
Session#19に登場する宅配業者を装った窃盗団「スターシップ・パイレーツ」のメンバー。「恵まれた人間が恵まれないオレたちにマシンを与えてこそ人類平等」などと言い、モノ・マシンを悪用した宇宙船窃盗を繰り返していた。賞金は3人で1,000万ウーロン。名前はベーブ・ルースの本名から。
東風（トンプー） (Tongpu aka Mad Pierrot)
声 - 銀河万丈
Session#20に登場する「マッドピエロ」の異名をとる神出鬼没の暗殺者。その正体はI.S.S.P.が極秘裏に行った超人暗殺者研究の結果生み出された殺人マシンであり、空中浮遊・念動障壁といった超能力と様々な武器を使いこなす。度重なる脳実験の影響で精神退行を起こし暴走している。研究所員を皆殺しにした後、脱走。研究に関わったI.S.S.P.の幹部を殺しまわっていた。たまたま殺人現場を目撃したスパイクまでをも狙う。単純な戦闘能力では恐らく作中でも最強クラスで、スパイクが全力で対処しても瀕死の重傷を負わされたほど。
被験者時代に研究所で飼われていた猫が苦痛にまみれた過去を思い出させる為か、猫を連想するモノに激しい恐怖を示している。
包朴子（パオ） (Pao Pu-Zi)
声 - 大木民夫
Session#21に登場。世界で3本の指に入る宇宙風水師で、ジェットとは10年前からの知人であった。公には位相差空間ゲート内の事故で死亡した事となっていたが、位相差空間の中で存命していた。
メイファ (Pao Meifa)
声 - 小笠原亜里沙
Session#21に登場する、「ジェットの愛人にしては幼すぎ、隠し子にしては年長すぎ」なパオの娘。自身も宇宙風水師である。パオの生存を知り、居場所を示すとされる太陽石を探すためジェットに協力を仰ぐ。父との再会後、風水占いをやめている。
アンディ・フォン・デ・オニヤテ (Andy Von De Oniyate)
声 -  江原正士
Session#22に登場。大牧場「オニヤテ牧場」の御曹司であり、西部時代のカウボーイ・スタイルのファッションに身を包みワイアット・アープをきどる賞金稼ぎ。なかなかの美形であるがキザでナルシストの気があり、フェイを呆れさせている。
賞金稼ぎでありながら器物損壊やけが人など多数の被害を出していることから、スパイクと共に賞金首から「あいつだけには捕まりたくない」と恐れられている。性格はキザだがボケキャラで、自分が追いかけているはずの賞金首の顔さえ覚えていないほど。スパイクからは「あいつと一緒にするな」と嫌がられているが、その行動パターンはかなり似ている。タチが悪い事に実力はホンモノで、スパイクと互角に渡り合うことができる凄腕のガン・マン。
愛用銃はピースメーカー。愛馬オニキス(後に次郎丸に改名)はチェスの相手をできる頭脳明晰の名馬。真のカウボーイを目指していたがスパイクとの戦いで新しい生き方に目覚め、「スペース・カウボーイ」をあきらめ「スペース・サムライ（それに合わせて名前もムサシと改名）」になる。劇場版にもモブとして再登場。
テディ・ボマー (Teddy Bomber)
声 - 土師孝也
Session#22に登場する、クマのぬいぐるみに仕掛けた爆弾を使い破壊活動を行う連続爆弾魔。現代社会に警鐘を鳴らすためにその象徴である高層ビルだけをターゲットとして狙うが、高尚な信条を語ろうとするといつも邪魔されたり無視されたりする。中年なのにクマのぬいぐるみが大好き。賞金は300万ウーロン。
ドクター・ロンデス (Dr. Londes)
声 - 大塚周夫
Session#23に登場する電子移民財団「スクラッチ (SCRATCH) 」という新興宗教の教祖。95歳。精神を肉体から分離させ宇宙ネット上で生きるという教えを説いていた。その影響から自殺や失踪事件が相次いで殺人容疑で指名手配され、破格の賞金がかけられる。賞金は3,800万ウーロン。
ロニー・スパンゲン (Ronny Spangen)
声 - 八戸優
Session#23に登場。ドクター・ロンデスの正体。脳波コントロールの端末を使う天才ハッカーの少年。2年前、13歳の時に医療事故で植物状態になった。他人にも自分の苦しみを味わわせたいという願望から、ロンデスという虚像を作り出した。
クララ (Sister Clara)
声 - 堀越真己
Session#24に登場するシスター。孤児院を開き、数人の孤児たちの世話をしている。性格はおおらかで頼りがいがある反面、食事の際のお祈りを省略するなど、ウィットな面も持つ。過去にエドを引き取っていたため、彼女と面識がある。
アップルデリー・シニズ・ヘサップ・リュトフェン (Appledelhi Siniz Hesap Lütfen)
声 - 内海賢二
Session#24に登場するエドの実の父親。細かいことを気にしない、大雑把な性格。ゲート事故による日常的な小隕石の落下によって絶えず地形が変化する中でも、地図作りという目的からマッケンタイアと共に地球上を走り回っている。スパイクが手も足も出ないほどの格闘能力を持っていた。賞金は50ウーロン。
マッケンタイア (McEntire)
声 - 中原茂
Session#24に登場するアップルデリーの助手。アップルデリーから名前を間違われ続けていた。
マン龍（マンロン）、ピン龍（ピンロン）、ソウ龍（ソウロン）
声 - 田口昂（マン龍）、中博史（ピン龍）、辻親八（ソウ龍）
Session#12・#25・#26に登場するレッドドラゴンを取り仕切る3つ子の長老。120歳ともいわれる高齢で、自分の力で動く事すらできない。組織の現体制に反感を持っていたビシャスに対し「蛇は龍を食害できない」と釘を刺していたが、ビシャスの「蛇の毒は後で効果が出る」の言葉通り、物語終盤のビシャスのクーデターにより殺害される。

## 用語
カウボーイ
賞金稼ぎの通称であり蔑称でもある。一般市民にとってはならず者のイメージが強い。
賞金首
カウボーイ法に基づき賞金をかけられた犯罪者および一般人。刑事事件を起こした者は地方警察やI.S.S.P.によって賞金がかけられる他、各惑星政府や被害者によって賞金が上乗せされる場合もある。一般人や各種団体によって犯罪者でない者に賞金がかけられる場合もあり、賞金首＝犯罪者というわけではない。賞金額は申請者が自由に設定できるが、犯罪者の場合おおよそ数万から数百万ウーロンである場合が多い。なお、アメリカ西部時代と違って賞金首が死んでしまった場合には賞金は支払われないため、生け捕りにする事が求められる。
ウーロン
太陽系全域で使用可能な通貨単位。1ウーロンあたりの貨幣価値は現代の日本で1円（資料によっては0.98円）とされている。電子マネーによる支払いが一般化しているが紙幣も流通しており、一部にはカードを信用せずに「現金」を好む者もいる。
I.S.S.P.
正式名称はInter-Solar Systems Police（太陽系刑事警察機構）。名前から現実のICPOを連想するが、ICPOが各国警察の連絡機関・協議体に過ぎないのに対して、I.S.S.P.は独自の捜査官を持つ。惑星・国家単位での警察組織も存在し、I.S.S.P.は惑星・国家の枠を超えた事件を担当している。ジェットはガニメデ警察を経てI.S.S.P.に所属していた経歴を持つ。
モノ・システム
大気圏外における様々な宇宙船・作業船・戦闘機などの機体制御・測位・航路管理などのシステムをパッケージ化したシステムであり、名前は「Machine, Operation, Navigation, of Outer space」の頭文字を取ったもの（MONOシステムと表記する）。全太陽系の共通規格であり、作中の宇宙船はすべてこのシステムを搭載している。宇宙用に開発されたシステムであるが、大気圏内での航行にも対応している。
モノ・ポッド
モノ・システムを搭載する球型コックピット。主に小型 - 中型の宇宙船用モジュールとして採用されている。着脱可能なことから緊急脱出ポッドを兼ね、宇宙空間であれば短時間だが単体での航行も可能。周囲のガラスは停止時は透明だが、起動時には宇宙線反射のためにスモークガラス状となる。
モノ・マシン
モノ・システムを搭載した宇宙船のこと。狭義ではスパイクのソードフィッシュIIやフェイのレッドテイル、I.S.S.P.の小型パトロール艇などモノ・ポッドを採用する宇宙船のみを指す場合がある。

インターネット
現代のWWW (World Wide Web) ならぬSSW (Solar System Web) と名称が変更されているとおり、ウェブの発達は全太陽系規模に及んでいる。ゲート事故による日常的な小隕石の落下により地下都市で生活を営まなければならない地球では他地区への移動が困難なこともあってネットが発達しており、それが高技術を持ったハッカーが生まれる温床ともなっている。
位相差空間ゲート
2007年に解明された「明滅宇宙論」によれば、この世界は1/48秒周期で明滅しており、その際に現れる「位相差空間」と呼ばれる別次元の空間が存在する。その空間サイズは1/240であり、この位相差空間内を移動することで、通常空間を移動する場合に比べて240倍早く目的地に到達することができる。これを実現したのが位相差空間ゲートであり、入り口となるゲートから出口となるゲートまでの間を高速移動することが可能となった。言うなれば、宇宙空間の高速道路のようなものである。
各ゲートは複数の巨大なリングからなっており、それぞれのリングが加減速や料金徴収などの役目を担う。料金は料金所リングの「クレジットセンサー」という装置を通過する際にマネーカードから自動的に支払われる（ETCのようなイメージ）。
高速道路として使用される以外にも、木星圏など太陽から遠く太陽光線が届きにくい宙域に太陽光線を導きやすくするためにも使われている。
ゲート公団
位相差空間ゲートを管理する団体。
レッドドラゴン
火星周辺を拠点に活動するチャイニーズ・マフィア。太陽系最大規模の組織力を持つ。ビシャスはこのレッドドラゴンの幹部に成り上がった。過去にスパイクもこの組織に所属していた。
レッド・アイ
使用することで一時的に動体視力と身体能力が向上する目薬。もともとは位相差空間ゲートの建設工事に付き物だった時差ボケに似た職業病の解消のために開発されたが、覚醒・幻覚作用があることが判明し、違法ドラッグとして取り締まりが行われている。最上級品は「ブラッディ・アイ」と呼ばれる。ブラッディ・アイ使用時には弾丸すら見切り、回避するほどの能力を得られるが、相応に身体的な反動も大きい。

## スタッフ
- 企画 - サンライズ
- 原作 - 矢立肇
- 監督・構成 - 渡辺信一郎
- シリーズ構成 - 信本敬子
- キャラクターデザイン - 川元利浩
- メカニカルデザイン - 山根公利
- セットデザイン - 今掛勇
- 色彩設計 - 中山しほ子
- 美術監督 - 東潤一
- 音楽 - 菅野よう子
- 音響監督 - 小林克良
- 音響効果 - 倉橋静男
- 文芸・設定制作 - 鳥羽聡
- 舞台設定 - 河森正治、佐藤大
- プロデューサー - 南雅彦、池口和彦
- 製作 - サンライズ、バンダイビジュアル

## 主題歌
オープニングテーマ 「Tank!」
作曲 - 菅野よう子 / 演奏 - シートベルツ (THE SEATBELTS)
エンディングテーマ
「THE REAL FOLK BLUES」
作詞 - 岩里祐穂 / 作曲・編曲 - 菅野よう子 / 歌 - 山根麻衣
「SPACE LION」 (#13)
作曲 - 菅野よう子 / 演奏 - シートベルツ (THE SEATBELTS)
「BLUE」 (#26)
作詞 - ティム・ジェンセン / 作曲・編曲 - 菅野よう子 / 歌 - 山根麻衣

## 各話リスト

### WOWOW初放送
| 話数        | サブタイトル                                                      | 脚本                    | 絵コンテ   | 演出     | 作画監督                           | メカ作画監督 | 放送日         |
| ----------- | ----------------------------------------------------------------- | ----------------------- | ---------- | -------- | ---------------------------------- | ------------ | -------------- |
| Session #1  | アステロイド・ブルース Asteroid Blues                             | 信本敬子                | 渡辺信一郎 | 武井良幸 | 川元利浩                           | 佐野浩敏     | 1998年10月23日 |
| Session #2  | 野良犬のストラット Stray Dog Strut                                | 横手美智子              | 渡辺信一郎 | 佐藤育郎 | 竹内浩志 (スタジオ・ライブ)        | -            | 1998年10月30日 |
| Session #3  | ホンキィ・トンク・ウィメン Honky Tonk Women                       | 山口亮太 信本敬子       | 赤根和樹   | 森邦宏   | 本橋秀之                           | 後藤雅巳     | 1998年11月6日  |
| Session #4  | ゲイトウェイ・シャッフル Gateway Shuffle                          | 村井さだゆき            | 武井良幸   | 武井良幸 | しんぼたくろう (中村プロ)          | 後藤雅巳     | 1998年11月13日 |
| Session #5  | 堕天使たちのバラッド Ballad Of Fallen Angels                      | 横手美智子              | 渡辺信一郎 | 渡辺哲哉 | 川元利浩                           | 後藤雅巳     | 1998年11月20日 |
| Session #6  | 悪魔を憐れむ歌 Sympathy For The Devil                             | 信本敬子                | 岡村天斎   | 佐藤育郎 | 竹内浩志                           | 後藤雅巳     | 1998年11月27日 |
| Session #7  | ヘヴィ・メタル・クイーン Heavy Metal Queen                        | 横手美智子              | 岡村天斎   | 森邦宏   | 本橋秀之                           | 後藤雅巳     | 1998年12月4日  |
| Session #8  | ワルツ・フォー・ヴィーナス Waltz For Venus                        | 横手美智子              | 武井良幸   | 武井良幸 | しんぼたくろう                     | 後藤雅巳     | 1998年12月11日 |
| Session #9  | ジャミング・ウィズ・エドワード Jamming With Edward                | 佐藤大                  | 渡辺信一郎 | 佐藤育郎 | 小森高博                           | 後藤雅巳     | 1998年12月18日 |
| Session #10 | ガニメデ慕情 Ganymede Elegy                                       | 稲荷昭彦                | 山口祐司   | 山田弘和 | 逢坂浩司                           | 後藤雅巳     | 1998年12月25日 |
| Session #11 | 闇夜のヘヴィ・ロック Toys In The Attic                            | 横手美智子              | 森邦宏     | 森邦宏   | しんぼたくろう                     | 後藤雅巳     | 1999年1月1日   |
| Session #12 | ジュピター・ジャズ（前編） Jupiter Jazz (PART 1)                  | 信本敬子                | 岡村天斎   | 武井良幸 | 川元利浩                           | 後藤雅巳     | 1999年1月8日   |
| Session #13 | ジュピター・ジャズ（後編） Jupiter Jazz (PART 2)                  | 信本敬子                | 岡村天斎   | 佐藤育郎 | 小森高博                           | 後藤雅巳     | 1999年1月15日  |
| Session #14 | ボヘミアン・ラプソディ Bohemian Rhapsody                          | 佐藤大                  | 都留稔幸   | 山田弘和 | しんぼたくろう                     | 後藤雅巳     | 1999年1月22日  |
| Session #15 | マイ・ファニー・ヴァレンタイン My Funny Valentine                 | 信本敬子                | 岡村天斎   | 森邦宏   | 逢坂浩司                           | 後藤雅巳     | 1999年1月29日  |
| Session #16 | ブラック・ドッグ・セレナーデ Black Dog Serenade                   | 横手美智子              | 山内重保   | 佐藤育郎 | 竹内浩志                           | 後藤雅巳     | 1999年2月12日  |
| Session #17 | マッシュルーム・サンバ Mushroom Samba                             | 横手美智子 渡辺信一郎   | 渡辺信一郎 | 森邦宏   | しんぼたくろう 中田栄治 (中村プロ) | 後藤雅巳     | 1999年2月19日  |
| Session #18 | スピーク・ライク・ア・チャイルド Speak Like a Child               | 稲荷昭彦                | 佐藤順一   | 武井良幸 | 菅野宏紀                           | 後藤雅巳     | 1999年2月26日  |
| Session #19 | ワイルド・ホーセス Wild Horses                                    | 稲荷昭彦                | 飯田馬之介 | 山田弘和 | 逢坂浩司                           | 後藤雅巳     | 1999年3月5日   |
| Session #20 | 道化師の鎮魂歌 Pierrot Le Fou                                     | 村井さだゆき            | 武井良幸   | 武井良幸 | 小森高博                           | 後藤雅巳     | 1999年3月12日  |
| Session #21 | ブギ・ウギ・フンシェイ Boogie Woogie Feng Shui                    | 村井さだゆき 渡辺信一郎 | 潮乱太     | 佐藤育郎 | 竹内浩志                           | 後藤雅巳     | 1999年3月19日  |
| Session #22 | カウボーイ・ファンク Cowboy Funk                                  | 信本敬子                | 岡村天斎   | 森邦宏   | 川元利浩                           | 後藤雅巳     | 1999年3月26日  |
| Session #23 | ブレイン・スクラッチ Brain Scratch                                | 佐藤大                  | 武井良幸   | 武井良幸 | 竹内浩志                           | 後藤雅巳     | 1999年4月2日   |
| Session #24 | ハード・ラック・ウーマン Hard Luck Woman                          | 横手美智子              | 岡村天斎   | 山田弘和 | 菅野宏紀                           | 後藤雅巳     | 1999年4月9日   |
| Session #25 | ザ・リアル・フォークブルース（前編） The Real Folk Blues (PART 1) | 信本敬子                | 渡辺信一郎 | 佐藤育郎 | 小森高博                           | 後藤雅巳     | 1999年4月16日  |
| Session #26 | ザ・リアル・フォークブルース（後編） The Real Folk Blues (PART 2) | 信本敬子                | 渡辺信一郎 | 武井良幸 | 川元利浩                           | 後藤雅巳     | 1999年4月23日  |

### テレビ東京初放送
| 話数     | サブタイトル                                        | 脚本                | 絵コンテ   | 演出                                                          | 作画監督                                                      | メカ作画監督                                                  | 放送日        |
| -------- | --------------------------------------------------- | ------------------- | ---------- | ------------------------------------------------------------- | ------------------------------------------------------------- | ------------------------------------------------------------- | ------------- |
| 第一回   | 野良犬のストラット Stray Dog Strut                  | 横手美智子          | 渡辺信一郎 | 佐藤育郎                                                      | 竹内浩志 (スタジオ・ライブ)                                   | -                                                             | 1998年4月3日  |
| 第二回   | ホンキィ・トンク・ウィメン Honky Tonk Women         | 山口亮太 信本敬子   | 赤根和樹   | 森邦宏                                                        | 本橋秀之                                                      | 後藤雅巳                                                      | 1998年4月10日 |
| 第三回   | ヘヴィ・メタル・クイーン Heavy Metal Queen          | 横手美智子          | 岡村天斎   | 森邦宏                                                        | 本橋秀之                                                      | 後藤雅巳                                                      | 1998年4月17日 |
| 第四回   | ワルツ・フォー・ヴィーナス Waltz For Venus          | 横手美智子          | 武井良幸   | 武井良幸                                                      | しんぼたくろう                                                | 後藤雅巳                                                      | 1998年4月24日 |
| 第五回   | ジャミング・ウィズ・エドワード Jamming With Edward  | 佐藤大              | 渡辺信一郎 | 佐藤育郎                                                      | 小森高博                                                      | 後藤雅巳                                                      | 1998年5月1日  |
| 第六回   | ガニメデ慕情 Ganymede Elegy                         | 稲荷昭彦            | 山口祐司   | 山田弘和                                                      | 逢坂浩司                                                      | 後藤雅巳                                                      | 1998年5月8日  |
| 第七回   | 闇夜のヘヴィ・ロック Toys In The Attic              | 横手美智子          | 森邦宏     | 森邦宏                                                        | しんぼたくろう                                                | 後藤雅巳                                                      | 1998年5月15日 |
| 第八回   | ジュピター・ジャズ（前編） Jupiter Jazz (PART 1)    | 信本敬子            | 岡村天斎   | 武井良幸                                                      | 川元利浩                                                      | 後藤雅巳                                                      | 1998年5月22日 |
| 第九回   | ジュピター・ジャズ（後編） Jupiter Jazz (PART 2)    | 信本敬子            | 岡村天斎   | 佐藤育郎                                                      | 小森高博                                                      | 後藤雅巳                                                      | 1998年5月29日 |
| 第十回   | ボヘミアン・ラプソディ Bohemian Rhapsody            | 佐藤大              | 都留稔幸   | 山田弘和                                                      | しんぼたくろう                                                | 後藤雅巳                                                      | 1998年6月5日  |
| 第十一回 | マイ・ファニー・ヴァレンタイン My Funny Valentine   | 信本敬子            | 岡村天斎   | 森邦宏                                                        | 逢坂浩司                                                      | 後藤雅巳                                                      | 1998年6月12日 |
| 第十二回 | スピーク・ライク・ア・チャイルド Speak Like a Child | 稲荷昭彦            | 佐藤順一   | 武井良幸                                                      | 菅野宏紀                                                      | 後藤雅巳                                                      | 1998年6月19日 |
| 話数     | サブタイトル                                        | ダイアローグ        | 構成       | 音楽                                                          | 音楽                                                          | 音楽                                                          | 放送日        |
| 第十三回 | よせあつめブルース                                  | 信本敬子 渡辺信一郎 | 渡辺信一郎 | 「空を取り戻した日」（シャカゾンビ） ブレイクビーツ：TSUTCHIE | 「空を取り戻した日」（シャカゾンビ） ブレイクビーツ：TSUTCHIE | 「空を取り戻した日」（シャカゾンビ） ブレイクビーツ：TSUTCHIE | 1998年6月26日 |

## 劇場版
『カウボーイビバップ 天国の扉』は、2001年（平成13年）9月1日公開のアニメ映画。

### ストーリー（劇場版）
2071年、ハロウィンを目前にした火星のクレーター都市アルバシティー。その高速道路でタンクローリーが突如爆発炎上した。事故発生現場周辺に居合わせた人々は原因不明の症状を訴えて次々と倒れていき、事件の死傷者は400人を上まわる大惨事になった。苦しみながら次々と死んでいく被害者を見た警察は、正体不明の生物兵器を使用したテロの可能性を示唆する。火星政府はこれを受け、犯人に史上最高の3億ウーロンという巨額の懸賞金をかけることを発表した。別件で盗難カードの使用情報からハッカー、リー・サムソンを追っていたフェイが偶然この事件に出くわして現場を撮影すると、そこには手の甲に入れ墨がある男が映っていた。3億ウーロンを手に入れるため、「ビバップ」の乗組員たちはその男を探し始める。

### 登場人物（劇場版）
ヴィンセント・ボラージュ (Vincent Volaju)
声 - 磯部勉
バイオテロ事件を引き起こした謎の男。黒髪のロングヘアに髭を蓄え、全身黒づくめの衣装を身にまとう。無感情に人を殺し、躊躇や後悔といった感情を見せない。性格は冷酷非道だが、現実感を喪失した虚無的な雰囲気を漂わしている。事件を引き起こした犯人として、3億ウーロンの賞金をかけられ、スパイク達に追跡される。
手には刺青があり、スパイク達が彼を追うヒントにもなった。元々は火星軍特殊部隊に所属していた人物で、刺青はその軍の紋章である。2060年に徴兵により兵役に就き、2062年に特殊部隊に所属。公式には2068年に第二次タイタン戦争で死亡したこととなっている。最終階級はFSG（先任曹長）。実際はナノマシンの人体実験体となり、戦争で生存。だが、引き換えに後遺症で過去の記憶を無くす。人体実験の影響か、肉体強度や腕力まで相当強化されており、スパイクのジークンドーの猛攻を受けても平然と立ち上がる、競技用ガバメントカスタム（SV INFINITY 6.0）を片手で正確に射撃するという人間離れしたタフネスを見せた。
従軍時の年齢は28歳。
モデルは俳優のヴィンセント・ギャロ。デザインを担当した川元利浩曰く「聖者のような悪魔」をキーワードとしてデザインしたという。そのため、「キリストを感じさせる雰囲気に悪の心みたいなイメージ」で描いたとも語っている。
リー・サムソン (Lee Sampson)
声 - 上田祐司
ストリート系ファッションに身を包んだ黒人のハッカー。別名「マッドフィンガー・キム」としてネットでは知られた存在で、さらに500万ウーロンの賞金首でもある。年齢19歳で未成年者。趣味はコンピューターゲーム。
死に対する感覚は希薄で、テロリストに強い憧れの感情を抱く。テロリストになってみたかったという単純な理由からヴィンセントのバイオテロ計画に荷担した。
出生時に親は無く、ドラッグ・ディーラーをしていた父は母に殺害されて他界。母親はその罪で刑務所に服役していたため、施設に引き取られた。母は後に出所するが顔を合わす事は無かった。幼少期からあらゆる犯罪に手を染め続け、10歳の頃にハッカーとしての特殊な才能に気付いたという。
エレクトラ・オヴィロゥ (Elektra Ovirowa)
声 - 小林愛
スパイク達とはまた別の理由からヴィンセントを追う謎の女。マーシャルアーツの使い手で、スパイクと互角に渡り合うほどの腕前。徹底した戦闘訓練を受けている模様。火星のモロッカン・ストリートでジュラバを羽織った姿でスパイクと顔を合わせ、後に変装したスパイクと戦闘を繰り広げる。手にはヴィンセントと同じ刺青があり、彼女もまた火星軍特殊部隊に所属していた人物。最終階級は中尉。現在は製薬会社チェリオスメディカルの社員。ヴィンセントに対しては指名手配されているから追跡している、というよりも特別な感情から彼を追っている様子を見せる。
初期の設定画の容姿はエキゾチックな混血女性といった趣であり、現在の容姿とはやや異なる。
ラシード (Rasheed)
声 - ミッキー・カーチス
モロッカン・ストリートでスパイクが出会ったターバン姿の人物。バイオテロに使用された化学兵器とその犯人ヴィンセントについて、何かしらの秘密を握っている。最後はスパイクに制裁される。
モデルは川元曰く「僕達がモロッコに行った時にガイドをしてくれたおじさん」。
レンジィ
声 - 石橋蓮司
冒頭に登場するコンビニ強盗団のリーダー。元はセキュリティ会社に勤めていたらしいがリストラに遭い、そのことを強盗に入った先の女性店員（声 - 桑島法子）に長々と愚痴っていた。
モデルは俳優の石橋蓮司。声も本人が演じた。

### スタッフ（劇場版）
- 原作 - 矢立肇
- 監督・絵コンテ - 渡辺信一郎
- 脚本 - 信本敬子
- アクション絵コンテ - 中村豊、後藤雅巳、出渕裕
- ウエスタンシーン絵コンテ - 岡村天斎
- 絵コンテ協力 - 小森高博、川元利浩、入江泰浩
- 設定協力 - 金子隆一、小林伸光、今掛勇、河森正治
- 演出 - 武井良幸
- 演出助手 - 鳥羽聡、佐藤育郎、福本潔、森邦宏
- キャラクターデザイン・作画監督 - 川元利浩
- メカニックデザイン - 山根公利
- セットデザイン - 竹内志保
- ディスプレイデザイン - 佐山善則
- メカニック作画監督 - 後藤雅巳

- アクション作画監督 - 中村豊
- 美術監督 - 森川篤
- 色彩設計 - 中山しほ子
- 撮影監督 - 大神洋一
- 編集 - 掛須秀一
- 音楽 - 菅野よう子
- 音響監督 - 小林克良
- プロデューサー - 植田益朗、南雅彦、高梨実
- エグゼクティブプロデューサー - 吉井孝幸、角田良平
- 配給：ソニー・ピクチャーズ エンタテインメント
- 配給・宣伝協力：東急レクリエーション
- アニメーション制作 - ボンズ
- 製作 - サンライズ、ボンズ、バンダイビジュアル

### キャスト（劇場版）
- スパイク・スピーゲル - 山寺宏一
- ジェット・ブラック - 石塚運昇
- フェイ・ヴァレンタイン - 林原めぐみ
- エド - 多田葵
- ホフマン - 屋良有作
- シャドキンズ - 井上和彦
- ハリス - 小杉十郎太
- 本部長 - 有本欽隆
- 大佐 - 柴田秀勝
- リー・サムソン - 上田祐司
- ムラタ - 飛田展男
- スティーブ - 小山力也

- エレクトラ・オビロウ - 小林愛
- アントニオ - 平尾仁
- カルロス - 中嶋聡彦
- ジョビン - 中博史
- パンチ - 垂木勉
- ジュディ - 長沢美樹
- レンジィ - 石橋蓮司
- 解析班A - 秋元羊介
- 解析班B - 一条和矢
- 骨董品屋店主 - 依田英助
- キャスター - 長嶝高士
- ラシード - ミッキー・カーチス

- ラフィング・ブル - 小山武宏
- ボブ - 仲野裕
- レジの女 - 桑島法子
- 強盗A - 天田益男
- 強盗B - 菅原淳一
- 強盗C - 千葉一伸
- 強盗D - 小西克幸
- オバさん - くじら
- ライリー記者 - 村井かずさ
- ヴィンセント・ボラージュ - 磯部勉

## 関連作品

### 漫画
シューティングスタービバップ
原作 - 矢立肇 / 画 - 久雅カイン / 発行 - 角川書店
「ふぁんデラ」にて連載。
スパイクの髪形、エドが男であるなど、設定が異なる部分がある。
- 第1巻 ISBN 4-04-852935-8 1998年5月1日発行
- 第2巻 ISBN 4-04-852997-8 1998年10月1日発行

カウボーイビバップ
原作 - 矢立肇 / 画 - 南天佑 / 協力 - 渡辺信一郎・サンライズ第2スタジオ・佐藤大 / 発行 - 角川書店
「ふぁんデラ」にて連載。
- 第1巻 ISBN 4-04-853078-X 1999年4月8日発行
  - 1. It's Showtime
  - 2. We Will Rock You（渡辺信一郎のプロット）
  - 3. Cheap Trick
  - 4. Black Diamond

- 第2巻 ISBN 4-04-853136-0 1999年11月1日発行
  - 5. She's A Rainbow
  - 6. Great Deceiver
  - 7. ビバップ・スペシャル・ショート
  - 8. Thinking Bird,Happy Song
  - 9. Like A Rolling Stone

- 第3巻 ISBN 4-04-853185-9 2000年4月10日発行
  - 10. What's Your Number （佐藤大のプロット）
  - 11. Fight For Your Right（佐藤大のプロット）

- （単行本未収録作品）
  - 12. Monkey Magic

### 実写映画企画
2009年、キアヌ・リーブス主演によるハリウッド系実写映画化プロジェクトが進行中と発表されたが、その後に資金難で製作中止の危機に瀕していることが報じられていた。
この件に関し、渡辺は2013年に開催されたロンドンのコミケ「コミックコン」で行われたRed Carpet News TVのインタビューで、詳細は明かせないとした上で「実写化のプロジェクトは進行中」と述べている。また自分の作品が実写映画化されることについては「『カウボーイビバップ』という作品は、アメリカ映画に影響を受けて作った部分が大きいので、アメリカ人がそれをどういう風に映画にするのか興味を持っています」と語ったほか、日本アニメのハリウッドでの実写化については「アニメのフィーリングを壊さないようにしてほしいと思っています」と実写映画への希望を述べている。

### テレビドラマ
2017年、サンライズは米国テレビコンテンツ製作会社トゥモロー・スタジオが「『カウボーイビバップ』をハリウッドで実写テレビシリーズ化の企画開発を弊社と共同で制作開始した」と発表した。2018年11月28日、大手配信サイトNetflixで本作の実写ドラマ化が決定した。
2021年11月19日にシーズン1（全10話）の配信を開始したが、同年12月に1か月とたたずに打ち切りとなった。
日本語吹替はテレビアニメ版と同一のキャストが採用され、音楽もテレビアニメ版と同じく菅野よう子が担当した。

### ゲーム
カウボーイビバップ
1998年5月14日にバンダイから発売された、PlayStation用シューティングゲーム。
子供向けではないとパッケージに記述されている。
2001年7月12日に「カウボーイビバップ BANDAI THE BEST」として廉価版が発売。
カウボーイビバップ 追憶の夜曲（セレナーデ）
2005年8月25日にバンダイから発売された、PlayStation 2用アクションゲーム。
初回限定版は10,000セット限定発売で、キャラクタービジュアルブック、「エドマーク」ストラップ、BebopキャラクターTシャツ、サントラCD（インストルメンタル ver.〜『DIAMONDS』『EINSTEIN GROOVIN'』『PEARLS』の3曲）が付属。

#### 登場人物（ゲーム）
ここではゲーム版に登場したキャラクターについて記載する。
PlayStation版
マリア（声 - 平松晶子）
謎の少女。
デビット（声 - 大友龍三郎）
反乱軍のリーダー。
ウォーケン（声 - 茶風林）&ローダン（声 - 一条和矢）
番組のキャラクター。

#### その他出演作品
- サンライズ英雄譚R（2000年11月22日、PlayStation 2）
- サンライズ英雄譚2（2001年12月20日、PlayStation 2）
- サンライズワールドウォー From サンライズ英雄譚（2003年9月25日、PlayStation 2）
- サンライズアニメ漬け ボクの常識 キミの非常識 -Vol.1-（2007年12月20日、ニンテンドーDS）
- スーパーロボット大戦T（2019年3月20日、PlayStation 4・Nintendo Switch[33]）

### 小説
カウボーイビバップ The Wild Man Blues
1999年4月1日発行 角川書店 （角川スニーカー文庫、ISBN 4-04-419901-9）
原作 - 矢立肇 / 著 - 横手美智子
カウボーイビバップ コード・メモリー
2001年9月10日発行 ソニー・マガジンズ ISBN 4-7897-1333-4
原作 - 矢立肇 / 著 - 佐藤大
エドの物語（『月刊AX』2001年5月号から同年10月号に連載）
カウボーイビバップ 天国の扉
2002年8月1日発行 角川書店 （角川スニーカー文庫、ISBN 4-04-419902-7）
原作 - 矢立肇 / 著 - 渡辺信一郎
映画のノベライズ
COWBOYBEBOP/U.T.
原作 - 矢立肇 / 著 - 佐藤大
公式サイトに掲載されていたオリジナル小説。未完。
スパイクたちが活躍する以前の古くて新しい世界の物語。Session#7に関するネタバレあり。
第1回（1st.SCOOP "A HARD DAY'S WRITE" 2044/4/16）が2001年4月にアップロードされる。2002年3月27日未完に関するお詫びが掲載される。

### パチンコ
CRカウボーイビバップ
平和から、2014年7月に登場。ST170回転の回数切り確変タイプ。大当たり確率1/399.6バージョンと1/299.3バージョンの2種類。

## 関連商品

### 映像商品
バンダイビジュアルより発売。なお、パッケージ画の異なるTVシリーズのレンタル版DVD（全9巻・BCDR-0148 - 0156）は2003年12月21日に、劇場版のレンタル版DVD（BCDR-0006）は2002年7月25日にリリースされた。
COWBOY BEBOP Session #0
1998年12月発売。廃盤。
本編作品発売に先駆けて発売されたLD（BEAL-1288）及びVHS（BES-2156）。テレビ東京未放送分のストーリーや声優・スタッフのインタビューなどを収録している。収録時間27分。
COWBOY BEBOP Session #0 PLUS
1998年12月発売。（BCBA-0017）
上記作品のDVD版にOP「Tank!」のCDをつけたもので、数量限定生産された。
COWBOY BEBOP 1st.Session
1998年12月18日発売（DVD：BCBA-0018 / LD：BEAL-1301 / VHS：BES-2030）
Session #1「アステロイド・ブルース」からSession #3「ホンキィ・トンク・ウィメン」までの3話を収録。収録時間75分。
COWBOY BEBOP 2nd.Session
1999年1月25日発売（DVD：BCBA-0019 / LD：BEAL-1302 / VHS：BES-2031）
Session #4「ゲイトウェイ・シャッフル」からSession #6「悪魔を憐れむ歌」までの3話を収録。収録時間75分。
COWBOY BEBOP 3rd.Session
1999年2月25日発売（DVD：BCBA-0020 / LD：BEAL-1303 / VHS：BES-2032）
Session #7「ヘヴィ・メタル・クイーン」からSession #9「ジャミング・ウィズ・エドワード」までの3話を収録。収録時間75分。
COWBOY BEBOP 4th.Session
1999年3月25日発売（DVD：BCBA-0021 / LD：BEAL-1304 / VHS：BES-2033）
Session #10「ガニメデ慕情」からSession #12「ジュピター・ジャズ（前編）」までの3話を収録。収録時間75分。
COWBOY BEBOP 5th.Session
1999年4月25日発売（DVD：BCBA-0022 / LD：BEAL-1305 / VHS：BES-2034）
Session #13「ジュピター・ジャズ（後編）」からSession #15「マイ・ファニー・ヴァレンタイン」までの3話を収録。収録時間75分。
COWBOY BEBOP 6th.Session
1999年5月25日発売（DVD：BCBA-0023 / LD：BEAL-1306 / VHS：BES-2035）
Session #16「ブラック・ドッグ・セレナーデ」からSession #18「スピーク・ライク・ア・チャイルド」までの3話を収録。収録時間75分。
COWBOY BEBOP 7th.Session
1999年6月25日発売（DVD：BCBA-0024 / LD：BEAL-1307 / VHS：BES-2036）
Session #19「ワイルド・ホーセス」からSession #21「ブギ・ウギ・フンシェイ」までの3話を収録。収録時間75分。
COWBOY BEBOP 8th.Session
1999年7月25日発売（DVD：BCBA-0025 / LD：BEAL-1308 / VHS：BES-2037）
Session #22「カウボーイ・ファンク」からSession #24「ハード・ラック・ウーマン」までの3話を収録。収録時間75分。
COWBOY BEBOP 9th.Session
1999年8月25日発売（DVD：BCBA-0026 / LD：BEAL-1309 / VHS：BES-2038）
Session #25「ザ・リアル・フォークブルース（前編）」からSession #26「ザ・リアル・フォークブルース（後編）」までの2話を収録。収録時間51分。
COWBOY BEBOP the Compilation 1
2001年7月25日発売（DVD版のみ：BCBA-0912）
5.1chサラウンド化した以下の3編を収録。選出は渡辺監督自身による。収録時間72分。
- 第1話 Session #1「アステロイド・ブルース」

- 第5話 Session #5「堕天使たちのバラッド」

- 第19話 Session #19「ワイルド・ホーセス」

COWBOY BEBOP the Compilation 2
2001年9月25日発売（DVD版のみ：BCBA-0913）
5.1chサラウンド化した以下の3編を収録。番組ホームページ上でのファン投票（2001年4月15日 - 5月31日、総投票数2,013票）による上位3編。次点は、「カウボーイ・ファンク」（240票）だった。収録時間72分。
- 第24話 Session #24「ハード・ラック・ウーマン」（第1位：283票）
- 第8話 Session #8「ワルツ・フォー・ヴィーナス」（第2位：245票）
- 第17話 Session #17「マッシュルーム・サンバ」（第3位：243票）

FUTURE BLUES
2001年11月7日発売 (DVD：VIBL-38)
ショートムービーと、2001年8月10日に行われたシートベルツのライブ「Seatbelts Live 2001@Shibuya AX / EARTH GIRLS ARE EASY 最期のウィークエンド」のうち1曲目の「Tank!」、5曲目の「BAD DOG NO BISCUITS」、17曲目「Want it all back」、21曲目の「BLUE〈アンコール曲〉」、23曲目「Piano solo〈〃〉」を収録。
COWBOY BEBOP 天国の扉
2002年1月25日発売 (DVD：BCBA-1065)
本編114分+映像特典13分（劇場用特報、予告、ノンテロップOP・ED）。付録ブックレット「I.S.S.P. FILE」。
COWBOY BEBOP 5.1ch DVD-BOX
2004年12月23日発売 (DVD：BCBA-2022)
音声を5.1chにリニューアルしたDVD-BOX（the Compilation 1、2収録作品も再編集して収録）。完全初回限定生産。Session #0収録。
オーディオコメンタリ 石塚運昇×山寺宏一（Session #1）、渡辺信一郎×菅野よう子（Session #17）、林原めぐみ×多田葵（Session #24）。
ディレクターズカット版は次の2編。
- Session #2 - 3分短縮、「Cat Blues」をバージョン違いに差し替え。
- Session #9 - 会話の間合いを詰め7秒短縮。

COWBOY BEBOP Extra Session
2005年1月28日発売 (DVD：BCBA-2105)
作品解説の書籍（112頁）とDVD（89分）をセットにしたEMOTION PLUSシリーズのひとつ。
COWBOY BEBOP 天国の扉
2008年1月28日発売 (BD：BCXA-0019)
Blu-ray Disc版。
COWBOY BEBOP DVD-BOX
2008年2月22日発売 (DVD：BCBA-3195)
10周年記念HDリマスター版DVD-BOX。ビクターエンタテインメントより発売。
COWBOY BEBOP Blu-ray BOX
2012年12月21日発売 通常版（BD：BCXA-0603）/ 初回限定版（BD：BCXA-0604）/ Amazon限定版（BCXM-0605）
初回限定版は特典DVD（COWBOY BEBOP Extra Session：89分）とブックレット、絵コンテ（OP、ED、Session #1）、ジャケットイラストポストカード集、生フィルムコマ、小説「ビッグクランチ」。Amazon限定版は専用イラストボックス、特典DVD2（FUTURE BLUES：73分）、布ポスターなどを追加。
オーディオコメンタリー DVD-BOXの3話を再録、石塚×山寺×林原×多田（Session #11、22）を新録。

### CD
いずれもビクターエンタテインメントより発売。
COWBOY BEBOP SOUNDTRACK 1
1998年5月21日発売 (VICL-60201)
第13回日本ゴールドディスク大賞アニメーションアルバム部門グランプリ受賞。
COWBOY BEBOP VITAMINLESS
1998年6月3日発売 (VICL-60248)
紙ジャケットのミニアルバム。エンディングテーマのフルバージョンが収録されている。
COWBOY BEBOP SOUNDTRACK 2 - No Disc
1998年10月21日発売 (VICL-60202)
COWBOY BEBOP SOUNDTRACK 3 - BLUE
1999年5月1日発売 (VICL-60203)
初回限定版のみ「As you like」ジャケット仕様。
Cowboy Bebop remixes music for freelance
1999年6月2日発売 (VICL-60371)
サントラ曲のリミックスアルバム。なお、これまでのアルバム5作で80万枚を売り上げる。
COWBOY BEBOP Knockin'on heaven's door Ask DNA
2001年7月25日発売
劇場版テーマ曲のマキシシングル。限定アナログ盤あり。
FUTURE BLUES〜COWBOY BEBOP -Knockin' on heaven's door
2001年8月29日発売
劇場版のサウンドトラック。Session #5で流れた山根麻衣版「Rain (DEMO ver.)」を収録。
- 通常盤(VICL-60756)
- 初回限定盤(VIZL-54)には、8cm CD「COWGIRL ED O.S.T.」が付く。収録曲は、「Goodnight Julia」「PAPA Plastic」「Telephone Shopping」「かぶとがに 古代の魚」「Slipper Sleaze」「23話」の6曲。

COWBOY BEBOP CD-BOX
2002年6月21日発売 (VIZL-64)
既存のサウンドトラックに未収録の曲や別バージョンを収載し、おまけシングルCDを付属させた限定生産品（5枚組）で、2002年12月に生産を終了している。
Tank! THE! BEST!
2004年12月22日発売 (VICL-61543)
劇場版及びTVアニメのベスト盤。一部再編集されて短くなっている曲もある。2005年に発売されたゲームのために書き下ろした曲も収録されている。アインのシール付き。またブックレットは「ビバップの世界にシートベルツという音楽ユニットが存在したら」という設定で、ビバップの世界観に合わせた各収録曲に関する逸話が綴られている。

### 書籍
ニュータイプイラストレイテッド・コレクション カウボーイビバップ THE JAZZ MESSENGERS
1998年9月30日発行 角川書店（ビジュアルブック）ISBN 4-04-852973-0
菅野よう子自身によるサウンドトラック1と『Vitaminless』全曲解説など。
ニュータイプフィルムブック「カウボーイビバップ（完全版）フィルムブック」（発行：角川書店）
1. 1998年11月20日発行。ISBN 4-04-853023-2
  - Session#1 - 5、COWBOY REPORT vol.1（「賞金稼ぎという職業」）、設定資料集（スパイク＋ゲスト・キャラクター編）、ON AIR DATA。

2. 1998年12月20日発行。ISBN 4-04-853024-0
  - Session#6 - 11、COWBOY REPORT vol.2（「BEBOP」メカニック事情）・設定資料集（エド＋ゲスト・キャラクター編）、ON AIR DATA。

3. 1999年2月5日発行。ISBN 4-04-853025-9
  - Session#12 - 15,COWBOY REPORT vol.3（I 全話使用曲リスト前編・II 美術ボート紹介1）、設定資料集（フェイ＋ゲスト・キャラクター編）、ON AIR DATA。

4. 1999年3月20日発行。ISBN 4-04-853026-7
  - Session#16 - 19、COWBOY REPORT vol.4（I プラネットガイド・II キャラクターファイル）、設定資料集（ジェット＋アイン＋ゲスト・キャラクター編）、ON AIR DATA。

5. 1999年5月22日発行。ISBN 4-04-853027-5
  - Session#20 - 23、COWBOY REPORT vol.5（I 美術ボート紹介2・II 全話使用曲リスト中編・III キャラクターファイル）、設定資料集（ゲスト・キャラクター編）、ON AIR DATA

6. 1999年7月3日発行。ISBN 4-04-853028-3
  - Session#24 - 26、COWBOY REPORT vol.6（I 美術ボート紹介3・II 全話使用曲リスト後編）、設定資料集（ゲスト・キャラクター編）、ON AIR DATA

カウボーイビバップ CHARACTERS COLLECTION
1999年5月1日発行 学研 ISBN 4-05-602071-X
山寺宏一×林原めぐみ対談、詳細キャラデータ、キャラ別名場面集と名台詞集。
ニュータイプ100%コレクション カウボーイビバップ THE AFTER
1999年9月30日発行 角川書店（ビジュアルブック）ISBN 4-04-853103-4
サウンドトラック2・3の菅野よう子自身による全曲解説など。
角川ポストカードコレクション COWBOY BEBOP
2000年7月15日発行 発行：角川書店
SUNRISE ART WORKS カウボーイビバップ TVシリーズ
2001年9月1日発行 ブッキング ISBN 4-8354-4024-2
TV版の設定資料集。
メイキング・オブ・カウボーイ・ビバップ レックレス・プレイヤーズ
1999年9月30日発行 メディアファクトリー ISBN 4-88991-938-4
著：佐藤大 編：フロッグネーション
主要スタッフ・出演者へのインタビュー集。
カウボーイビバップ 天国の扉 劇場用パンフレット
2001年9月1日発行 東急レクリエーション
スタンダード版とデラックス版の2種類が発売された。
カウボーイビバップ劇場版『天国の扉』を楽しむためのQ&A101
2001年9月1日発行 ピーネクスト ISBN 4-906069-32-0
劇場版作品紹介、南雅彦×渡辺信一郎の対談。
トーク・アバウト・カウボーイビバップ
2001年10月25日発行 太田出版（批評・“感想”）ISBN 4-8723-3609-7
著：石井誠・市ヶ谷ハジメ・岡島正晃
Session #XXのダイアローグを完全収録。
COWBOY BEBOP KNOCKIN' ON HEAVEN'S DOOR
2001年11月25日発行 角川書店（ビジュアルブック）ISBN 4-04-853382-7
完全フィルムストーリー、美術ボード、菅野よう子自身によるサウンドトラック全曲解説（『FUTURE BLUES』と『Ask DNA』）、スタッフキャスト座談会ほか。
Toshihiro Kawamoto:Cowboy Bebop Illustrations 〜The Wind〜
2004年10月31日発行 ソフトバンクパブリッシング（画集）ISBN 4-7973-2781-2
画：川元利浩 巻末インタビュー：渡辺信一郎・信本敬子・菅野よう子・山寺宏一・南雅彦
COWBOY BEBOP 〜追憶の夜曲〜 公式パーフェクトガイド
2005年10月11日発行 新紀元社 ISBN 4-7753-0426-7
同名ゲームの攻略本。
Toshihiro Kawamoto Artworks The Illusives II 1996-2005
2006年3月29日発行 ソフトバンククリエイティブ（画集）ISBN 4-7973-3140-2
画：川元利浩
山根公利 メカ図鑑
2008年1月19日発行 エムディエヌコーポレーション ISBN 978-4-8443-5960-9
アニメーター逢坂浩司 イラスト&ワークス
2008年9月24日発行 角川書店 ISBN 978-4-04-854219-7

### 楽譜
アニメピアノピース カウボーイビバップピアノソロ
1998年9月25日発行（絶版）東京音楽書院 ISBN 4-8114-3879-5
「Tank!」と「The Real Folk Blues」のピアノ譜。
やさしいピアノソロ/最新TVアニメテーマソング集[2000-2]
2000年12月25日発行（絶版）東京音楽書院 ISBN 4-8114-4857-X
ピアノ譜『アニメピアノピース カウボーイビバップピアノソロ』のうち「Tank!」のみ再録。
Easy Piano Solo/超永久保存版 アニメソング・データファイルブック [1992-1998]
2001年5月25日発行（絶版）東京音楽書院 ISBN 4-8114-5085-X
「Tank!」と「The Real Folk Blues」のピアノ譜。『アニメピアノピース カウボーイビバップピアノソロ』の再録。
COWBOY BEBOP BAND SCORE「Three, Two, One, Let's Jam!」
1999年1月15日発行。ムービック ISBN 4-89601-413-8
バンドスコア、収録楽譜「Tank!」「RUSH」「SPACE LION」「Cats on Mars」「MEMORY」「THE REAL FOLK BLUES」
復刊ドットコムでのリクエスト署名により、2008年5月に復刊。
吹奏楽ヒットシリーズ/カウボーイ・ビバップのテーマ "Tank!"
2001年10月発行。ミュージックエイト ISBN 4-8400-0807-8 ［QH-807］
吹奏楽アレンジのパート譜、編曲者：小島里美

バンド・スコア/アニソン ウルトラ・コレクション
2005年10月発行。ケイ・エム・ピー（kmp） ISBN 4-7732-2396-0
バンド・スコア「Tank!」収録。
バンド・スコア/アニソン ウルトラ・コレクション
2006年6月発行。ケイ・エム・ピー ISBN 4-7732-2513-0
バンド・スコア「Tank!」収録。現行本、上記の同題本と収録曲目が違う。
SAX&BRASS magazine 2007 volume02（リットーミュージック・ムック）
2007年2月発行。リットーミュージック ISBN 978-4-8456-1395-3 雑誌69775-59
カウボーイ・ビバップのテーマ「Tank!」収録（アルト・サックスのパートのみ）。採譜・解説：竹内一弘

### 雑誌・ムック
MY SWEET ANIME 私のお気に入りアニメ
2001年5月10日発行 発行：エスクァイアマガジンジャパン ISBN 4-87295-077-1
企画・制作：高城昭夫 編集：オムロ（小出幸子/西田宣善/外山公子）・遠山純生 編集協力：親松尚子/吉岡淳哉
- introduction アニメがアメリカ映画だった時代 高橋実
- 『カウボーイビバップ』渡辺信一郎インタヴュー 夢から醒めた堕天使が撃ったもの－あるいは、我らの世代の英雄へ捧げる鎮魂歌（インタヴュー・構成:高橋実）
- 渡辺監督が、2つの最終回について語る。

月刊少女帝国9月号増刊 カウボーイビバップPERFECT総集編
2001年8月17日発行 角川書店（コミック）
劇場版公開に合わせて発行された。南天佑のコミック全3巻を合本し、書き下ろし作品「Monkey Magic」を追加。他に劇場版ガイド、ポスター、佐藤大インタビューなどを収録している。「Monkey Magic」は、アメリカで発売された単行本でも収録されなかった。